# Jeux mondiaux féminins de 1934

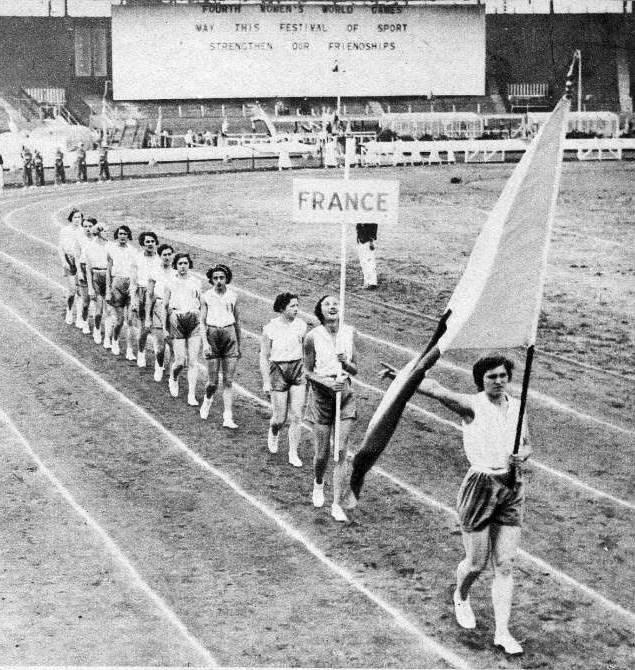
4e Jeux mondiaux féminins de 1934 à Londres, Lucienne Velu étant porte-drapeau de la délégation des onze Françaises (devant Jacqueline Laudré).

Les Jeux mondiaux féminins de 1934 sont la quatrième et dernière édition des Jeux mondiaux féminins et ont lieu du 9 au 11 août 1934 au White City Stadium de Londres.

## Histoire
Les jeux sont organisés par la Fédération sportive féminine internationale d'Alice Milliat comme réponse au refus du comité international olympique d'accepter des épreuves féminines aux Jeux olympiques d'été.
Les jeux accueillent 200 participantes de 19 nations différentes (l'Afrique du Sud, l'Allemagne, l'Autriche, la Belgique, le Canada, les États-Unis, la France, la Grande-Bretagne, la Hongrie, l'Italie, le Japon, la Lettonie, la Palestine, les Pays-Bas, la Pologne, la Rhodésie, la Suède, la Tchécoslovaquie et la Yougoslavie). 
Les athlètes concourent dans 12 disciplines : la course (60 m, 100 m, 200 m, 800 m, 4 x 100 m relais et 80 m haies), saut en hauteur, saut en longueur, lancer du disque, lancer du javelot, lancer du poids et pentathlon (100 m, saut en hauteur, saut en longueur, lancer du poids et javelot). Le tournoi accueille également des matchs d'exhibitions de basket-ball, de handball, et de football.
Le tournoi s'ouvre avec une cérémonie de style olympique. La sprinteuse Lillian Palmer est notamment le porte-drapeau de la délégation canadienne. 15 000 spectateurs assistent aux jeux.

## Tableau des médailles
| Épreuve           | Or                                                                         | Or       | Argent                            | Argent  | Bronze                            | Bronze   |
| ----------------- | -------------------------------------------------------------------------- | -------- | --------------------------------- | ------- | --------------------------------- | -------- |
| 60 m              | Stanisława Walasiewicz Pologne                                             | 7.6      | Margarete Kuhlmann Reich allemand | ?       | Ethel Johnson Royaume-Uni         | ?        |
| 100 m             | Käthe Krauß Reich allemand                                                 | 11.9     | Stella Walasiewicz Pologne        | ?       | Eileen Hiscock Royaume-Uni        | ?        |
| 200 m             | Käthe Krauß Reich allemand                                                 | 24.9     | Stella Walasiewicz Pologne        | 25.0    | Eileen Hiscock Royaume-Uni        | 25.2     |
| 800 m             | Zdena Koubková Tchécoslovaquie                                             | 2:12.8   | Märtha Wretman Suède              | 2:13.8  | Gladys Lunn Royaume-Uni           | 2:14.2   |
| 80 m haies        | Ruth Engelhard Reich allemand                                              | 11.6     | Betty Taylor Canada               | 11.7    | Violet Webb Royaume-Uni           | 12       |
| 4×100 m relais    | Reich allemand Käthe Krauß Margarete Kuhlmann Marie Dollinger Selma Grieme | 48.6     | Pays-Bas                          | 50.0    | Autriche                          | 51.2     |
| Saut en hauteur   | Selma Grieme Reich allemand                                                | 1.55 m   | Mary Milne Royaume-Uni            | 1.525 m | Margaret Bell Canada              | 1.525 m  |
| Saut en longueur  | Traute Göppner Reich allemand                                              | 5.805 m  | Hedwig Bauschulte Reich allemand  | 5.79 m  | Zdena Koubková Tchécoslovaquie    | 5.695 m  |
| Lancer du poids   | Gisela Mauermayer Reich allemand                                           | 13.67 m  | Tilly Fleischer Reich allemand    | 12.10 m | Štepánka Pekárová Tchécoslovaquie | 11.82 m  |
| Lancer du disque  | Jadwiga Wajs Pologne                                                       | 43.795 m | Gisela Mauermayer Reich allemand  | 40.65 m | Käthe Krauß Reich allemand        | 39.875 m |
| Lancer du javelot | Lisa Gelius Reich allemand                                                 | 42.435 m | Herma Bauma Autriche              | 40.30 m | Luise Krüger Reich allemand       | 40.095 m |
| Pentathlon        | Gisela Mauermayer Reich allemand                                           | 377 pts  | Grete Busch Reich allemand        | 320 pts | Štepánka Pekárová Tchécoslovaquie | 316 pts  |